# Dean Simone
Dean Simone (...) è un attore statunitense.

## Filmografia

### Film
- Gun Woman - Guidatore (2014)
- Samurai Avenger: The Blind Wolf - Cowboy (2009)
- Monsters Don't Get to Cry - Jim (2007)
- Carnival of Wolves - Number 386 (1996)
- Uscita di sicurezza - Detective Lambert (1996)

### Serie Televisive
- N.Y.P.D. - Russ Traub (1995)
- Supercopter - Assistant Manager (1986)
- L'albero delle mele - Doug (1982)

### Cortometraggi
- Stopover - Myles (2004)
- Paper Doll -  Steve (2003)